# 边缘叶
边缘叶（英文：Limbic lobe）是哺乳动物大脑半球内侧面的一处弧状大脑皮层，也包含了额叶、顶叶和颞叶的部分区域。边缘叶是边缘系统的主要部分，最初由法国科学家保罗·布罗卡于1878年命名。

## 结构
边缘叶的具体组成部分有着不同划分。
- 一种划分认为边缘叶包括胼胝体下回、胼胝体下区、扣带回、海马旁回、齿状回、海马体、海马下托（英语：Subiculum）[4]；
- 解剖学术语则认为包括：扣带沟、扣带回、扣带回峡部（英语：Isthmus of cingulate gyrus）、束状回（fasciolar gyrus）、海马旁回、海马沟（英语：Hippocampal sulcus）、齿状回、fimbrodentate sulcus、海马伞（英语：Fimbria of hippocampus）、侧副沟、嗅脑沟。

## 图像

左侧大脑半球（边缘叶位于红色标记处）
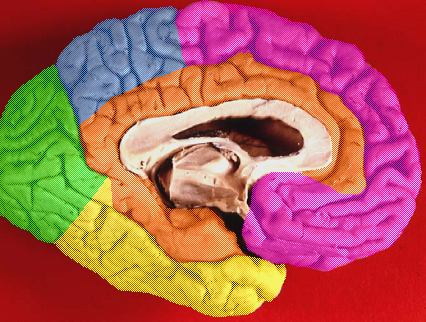
左侧大脑半球内侧面（边缘叶位于橙色标记处）
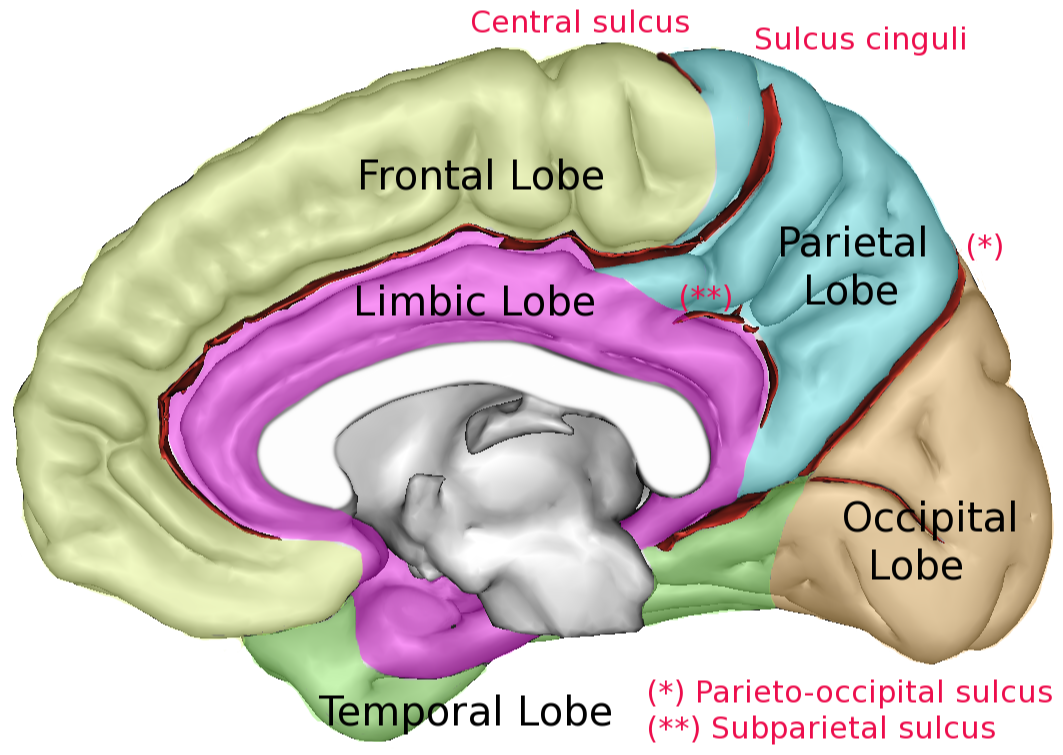
右侧大脑半球（边缘叶位于粉色标记处）
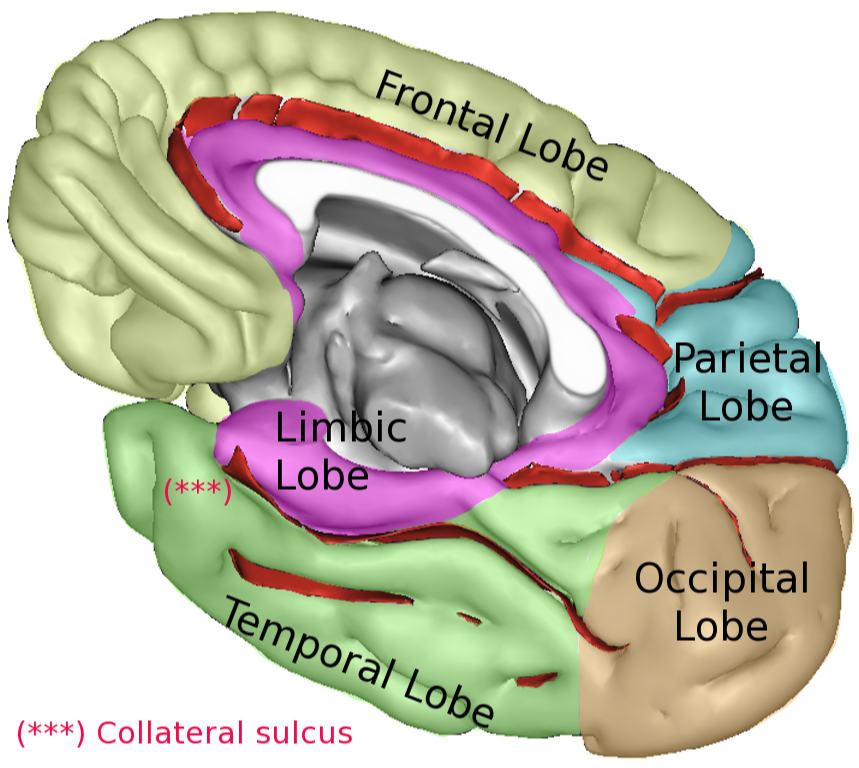
右侧大脑半球（边缘叶位于粉色标记处）